# Interplay Entertainment
Interplay Entertainment Corporation (NASDAQ: IPLY) es una empresa estadounidense desarrolladora y distribuidora de videojuegos, que fue fundada en 1983 como Interplay Productions por Brian Fargo, Rebecca Heineman, Jay Patel y Troy Worrell. La compañía había sido una desarrolladora de calidad hasta que comenzó a publicar sus propios juegos en 1988, como Neuromancer y Battle Chess. Fue renombrada como Interplay Entertainment en 1998 y se hizo pública. Obtuvo un éxito por el desarrollo y publicación de juegos de éxito como Fallout y Baldur's Gate, el último resultando ser su juego más vendido. Debido a sus pérdidas financieras, la distribuidora francesa Titus Interactive completó su adquisición del control mayoritario de la empresa, lo cual provocó que el fundador Brian Fargo renunciase y se fuese en 2002. En el año 2003, Interplay cerró Black Isle Studios y despidió a todo el personal, hasta que la empresa se cerró en 2004 debido a la notificación de desalojo. Cuando Titus cerró en 2005, Interplay una vez más se convirtió en independiente. En 2007, Interplay reinició su estudio de desarrollo de juegos interno y tiene planes de desarrollar secuelas de algunas de sus IPs clásicas, después de que Fallout fuese vendida a Bethesda Softworks.

## Estudios

### Antiguos
- BlueSky Software en California, comenzó en 1988, cerró en 2001.
- Black Isle Studios, en Orange County, California, comenzó en 1996, cerró en 2003.
- Brainstorm en Irvine, California

### Vendidos
- Shiny Entertainment en Laguna Beach, California, fundada en octubre de 1993, adquirida de 1995, vendida a Atari en 2002.

### Desconocido
- 14 Degrees East ubicada en Beverly Hills, California, 14 Degrees fue la división de estrategia de Interplay. La compañía fue fundada el 3 de marzo de 1999.[1]
- FlatCat
- Interplay Sports situada en Beverly Hills, California, fue la división de deportes de interior en Interplay. La compañía era conocida anteriormente como VR Sports hasta el cambio en 1998.[2]
- Tantrum Entertainment
- Tribal Dreams
- Interplay Films, una división de Interplay Entertainment, se formó en 1998 e iba a convertir siete de los títulos más populares de la compañía de videojuegos en películas, incluyendo Descent, Redneck Rampage y Fallout. El presidente de la división era Tom Reed.
- Black Isle Studios, en Orange County, California, comenzó en 1996, cerró en 2003. Luego en 2012, reabrió según la página oficial de Interplay.

## Videojuegos
Another World (Out of this World en algunos países).
Cyberia ( de 1995 aproximadamente).
Castles (2 de enero de 1991) (Estrategia, aventura).
Castles II: Siege & Conquest (1 de enero de 1992) (Rol, estrategia).